# Mohamed Sayed Hamdi
Mohamed Mohamed Sayed Hamdi (arab. ‏محمد سيد محمد حمدي‎, ur. 11 grudnia 1931 w Kairze, zm. 16 października 1992 tamże) – egipski gimnastyk, uczestnik Igrzysk Olimpijskich w 1952 w Helsinkach. Na igrzyskach olimpijskich zajął 159. miejsce w wieloboju gimnastycznym. Najlepszym wynikiem w pojedynczej konkurencji była 122. lokata w ćwiczeniach na drążku.